# 脫罪大師
《脫罪大師》（英語：The Escape Artist）為英國廣播公司第一台原創的懸疑迷你劇。由大衛·田納特主演。該劇由David Wolstencroft編劇並由Brian Welsh執導。於2013年10月29日晚上9點在BBC One首播。該系列於2013年1月24日至3月22日期間在倫敦，赫特福德郡，薩里和蘇格蘭的不同地點拍攝。
故事敘述主角是個天才律師，擅長激勵嫌疑人鑽法律的空子，由他經手的案子未曾有敗績。然後在一次替惡名昭彰的嫌疑犯成功地進行辯論後，意想不到的事情卻也跟著發生。而主角的那份天賦反而反噬他的內心，並帶給他意想不到的令人心寒的結果。

## 主要角色
- 大衛·田納特 飾演 威爾·柏頓 Will Burton
- 蘇菲·歐克妮多 飾演 瑪吉·加德納 Maggie Gardner
- 托比·凱貝爾 飾演 里恩姆·福伊爾 Liam Foyle
- 艾希莉·簡森（英语：Ashley Jensen） 飾演 Kate Burton
- 埃利斯戴爾·皮特里（英语：Alistair Petrie） 飾演 Julian Fowkes QC
- 凱特・迪克（英语：Kate Dickie） 飾演 Jenny Sinclair
- 羅伊·馬斯登（英语：Roy Marsden） 飾演 Peter Simkins
- 帕特里克·雷耶卡特（英语：Patrick Ryecart） 飾演 Gavin de Souza QC
- 潔妮・史帕克（英语：Jeany Spark） 飾演 Tara Corbin
- 莫妮卡·多藍（英语：Monica Dolan） 飾演 Eileen Morris
- 史提芬·威茨（英语：Stephen Wight） 飾演 Danny Monk
- 托尼·加德納（英语：Tony Gardner） 飾演 Trever Harris
- 安東・萊塞（英语：Anton Lesser） 飾演 Richard Mayfield QC
- 布里德·布倫南（英语：Bríd Brennan） 飾演 Mary Byrne

## 各集列表
| 集數                                                                                  | 首播時間       | 編劇               | 收視率(英國) |
| ------------------------------------------------------------------------------------- | -------------- | ------------------ | ------------ |
| 第一集                                                                                | 2013年10月29日 | David Wolstencroft | 6.19%        |
| 威爾·柏頓替一位嫌疑犯獲得勝訴之後，卻帶了令他意想不到的事情發展，並因此捲入黑暗之中。 |                |                    |              |
| 第二集                                                                                | 2013年11月5日  | David Wolstencroft | 5.32%        |
| 里恩姆·福伊爾又再一次被控訴為嫌疑犯，而這次替他訴訟的是威爾的死對頭，瑪吉·加德納。    |                |                    |              |
| 第三集                                                                                | 2013年11月12日 | David Wolstencroft | 5.64%        |
| 威爾發現案情已經無法由他掌握，於是在敗訴後他做了一些決定。                            |                |                    |              |

## 評價
該劇在影劇評論網爛蕃茄上根據13為評論家評比，獲得86分的評價。「雖然對劇情進展要有些耐心，但透過大衛·田納特的演技，感受到角色的情感波折，劇情探討的社會議題也令人深思」

## 獎項
- 2014首尔国际电视节 - 最佳影集(提名)
- 2014British Academy Scotland Awards（英语：2014_British_Academy_Scotland_Awards） - 最佳電視演員大衛·田納特